# Ariel Winter
Pour les articles homonymes, voir Winter.
Ariel Winter, née le 28 janvier 1998 à Fairfax, en Virginie, est une actrice américaine.
Ayant commencé sa carrière à l'âge de 5 ans, elle incarne différents rôles enfantins dans des productions significatives, avant d'être choisie en 2009 pour interpréter le rôle d’Alex Dunphy dans la série Modern Family jusqu’en 2020, qui connaît un succès fulgurant. Parallèlement, elle joue dans la série médicale Urgences (2009-2010). De 2012 à 2018, elle est la voix originale du personnage principal de la série d'animation Princesse Sofia.  
Elle a été nommée pour plusieurs prix, ayant notamment remporté quatre Screen Actors Guild Award et un Gold Derby Awards.

## Biographie

### Enfance et formation
Ariel Winter Workman naît le 28 janvier 1998  à Fairfax, en Virginie.
Elle est la sœur de l'actrice Shanelle Workman et de l'acteur Jimmy Workman (l'interprète de Pugsley Addams dans La Famille Addams de 1991 et Les Valeurs de la famille Addams de 1993). Elle est d'origine grecque.

### Carrière
Présente au cinéma depuis l’âge de 5 ans, elle a tourné dans de nombreux films ; on peut notamment citer Kiss Kiss Bang Bang, One Missed Call, Horton, Speed Racer ou encore Super Kids, Kiss and Kill, Excision et Mille mots.
En 2008, Ariel Winter incarne Nathalie, une petite fille, dans l'épisode 6 de la saison 4 de Ghost Whisperer, « l'ennemi imaginaire ». 
Depuis 2009, Winter est mieux connue pour avoir joué la deuxième fille de la famille Dunphy, Alex, dans Modern Family, série pour laquelle elle a remporté 4 Screen Actors Guild Award pour « meilleur ensemble dans une comédie » avec le reste de la distribution de la série, en 2011, 2012, 2013 et 2014.
Elle prête sa voix à Gretchen dans le cartoon Phinéas et Ferb.
Winter a produit deux singles : Fallen (février 2010) et Banished (avril 2010). Elle a aussi eu des rôles dans différents films.
Ariel est apparue dans WWE Raw le 14 février 2011. Elle a présenté la Kiss Cam aux côtés du Great Khali dans laquelle elle a eu un segment avec Hornswoggle. Elle eut le second rôle dans le film Papa, ses embrouilles et Moi aux côtés du catcheur de la WWE Triple H, dans lequel elle jouait Sally Bradstone, la fille de ce dernier.
Elle tient le rôle de Dora dans Dora the Explorer and the Destiny Medallion, diffusé sur le site humoristique CollegeHumor.

### Vie privée
Durant l'été 2015 elle a confié au magazine Glamour avoir subi une opération de réduction mammaire pour des raisons de santé et d'esthétique, la faisant passer de la taille 32 F à la taille 34 D.
Elle a été en couple avec le comédien canadien Levi Meaden (en) de 2016 à 2018.
En octobre 2020 elle officialise sa relation avec l'acteur Luke Benward.
L'actrice est membre de l'église orthodoxe grecque.

## Filmographie

### Actrice

#### Cinéma
- 2005 : Kiss Kiss Bang Bang : Harmony Faith Lane à 7 ans
- 2006 : Bambi 2 : la sœur de Pan-Pan (Thumper en VO)
- 2006 : George le petit curieux : la petite fille
- 2006 : L'Âge de glace 2 : personnages additionnels (voix)
- 2006 : Nos voisins, les hommes : personnages additionnels (voix)
- 2006 : Grilled : Dolly
- 2008 : One Missed Call : Ellie Layton
- 2008 : Horton : personnages additionnels (voix)
- 2008 : Speed Racer : Trixie Shimura jeune
- 2009 : Tales from the Catholic Churc of Elvis! : petite fille
- 2009 : Life Is Hot in Cracktown : Suzie
- 2009 : Super Kids : Carla Benson
- 2009 : Duress (en) de Jordan Barker : Sarah Barnett
- 2009 : Tempête de boulettes géantes : personnages additionnels (voix)
- 2009 : Final Fantasy VII Advent Children : Marlene Wallace
- 2010 : Kiss and Kill : Sadie
- 2010 : Nic et Tristan Méga Déga ! : Lisa
- 2010 : DC Showcase: Green Arrow : Princesse Perdita
- 2011 : Papa, ses embrouilles et Moi (The Chaperone) : Sally Bradstone
- 2011 : Phinéas et Ferb, le film : Gretchen et personnages additionnels (voix)
- 2012 : Excision : Grace
- 2012 : Mille mots : Lila
- 2012 : L'Étrange Pouvoir de Norman : Une fille de Blithe Hollow
- 2012 : Batman: Dark Knight - 1re Partie : Carrie Kelley / Robin
- 2013 : Batman: Dark Knight - 2e Partie : Carrie Kelley / Robin
- 2013 : Truck Stop
- 2014 : M. Peabody et Sherman : Les Voyages dans le temps : Penny Peterson (voix)

#### Télévision

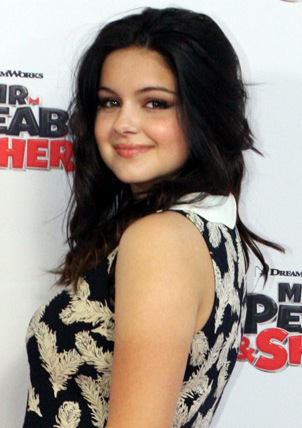
Ariel Winter en 2014 en Australie.

- 2005 : Listen Up ! : petite fille (1 épisode)
- 2005 : Tickle U : Pipoca (2 épisode)
- 2005 : Freddie : la vagabonde (1 épisode)
- 2006 : Monk : Donna Cain (Saison 4 Episode 14 : Monk et l’astronaute)
- 2006 : So NoTORIous : Tori (7 épisodes)
- 2006 : Jericho : Julie (1 épisode)
- 2006 : Bones : Liza (1 épisode)
- 2006 : Nip/Tuck : la troisième fille (1 épisode)
- 2007 : All of Us (1 épisode)
- 2007 : Preuve à l'appui : Gwen (1 épisode)
- 2007 : Shorty McShorts' Shorts : Taffy (1 épisode)
- 2007 : Esprits criminels : Katie Jacobs (1 épisode)
- 2007-2010 : Phinéas et Ferb : Gretchen et personnages additionnels (10 épisodes, voix)
- 2008 : Ghost Whisperer : Natalie (1 épisode)
- 2008 : Afro Samurai : Résurrection : Sio jeune
- 2008-2010 : Urgences : Lucy Moore (5 épisodes)
- 2009 : Les Pingouins de Madagascar : petite fille (1 épisode)
- 2009–2020 : Modern Family : Alex Dunphy (rôle principal - 231 épisodes)
- 2011 : Jake et les Pirates du Pays imaginaire : Marina la sirène (3 épisodes)
- 2011 : Fred 2: Night of the Living Fred : Talia
- 2011-2013 : L'Heure de la peur : Gracie Jenny (12 épisodes)
- 2012 : La Ligue des Justiciers : Nouvelle Génération : Reine Perdita (1 épisode)
- 2012 : Princesse Sofia (Sofia the First) : Princesse Sofia et l'interprète du générique (rôle principal - 109 épisodes, voix)
- 2019 : New York, unité spéciale : Raegan James (saison 21, épisode 2)

#### Jeux vidéo
- 2010 : Kingdom Hearts: Birth by Sleep : Kairi jeune
- 2011 : Final Fantasy XIII-2 : Mog
- 2022 : The Quarry : Abigail Bryl

### Productrice
- 2021 : Boys (court métrage) de Luke Benward
- en production : Don't Log Off de Brandon Baer et Garrett Baer

## Distinctions
Sauf indication contraire ou complémentaire, les informations mentionnées dans cette section proviennent de la base de données IMDb.
- Depuis le 7 mai 2015, elle possède sa propre étoile sur le célèbre Hollywood Walk of Fame.

### Récompenses
- Gold Derby Awards 2010 : meilleure distribution de l'année pour Modern Family - récompense partagée
- Screen Actors Guild Awards 2011 : meilleure distribution pour une série télévisée comique pour Modern Family - récompense partagée
- 18e cérémonie des Screen Actors Guild Awards 2012 : meilleure distribution pour une série télévisée comique pour Modern Family - récompense partagée
- Screen Actors Guild Awards 2013 : meilleure distribution pour une série télévisée comique pour Modern Family - récompense partagée
- Screen Actors Guild Awards 2014 :  Meilleure distribution pour une série télévisée comique pour Modern Family - récompense partagée
- Behind the Voice Actors Awards 2014 : meilleure performance vocale féminine dans une série télévisée éducative ou pour enfants pour Princesse Sofia

### Nominations
- Teen Choice Awards 2013 : meilleure scène féminine de vol à la télévision pour Modern Family
- Screen Actors Guild Awards 2010 : meilleure distribution pour une série télévisée comique pour Modern Family - nomination partagée
- Behind the Voice Actors Awards 2014 :
  - Meilleure performance vocale féminine par un enfant
  - Meilleure distribution vocale dans une nouvelle série télévisée pour Princesse Sofia - nomination partagée
- Screen Actors Guild Awards 2015 : meilleure distribution pour une série télévisée comique pour Modern Family - nomination partagée
- Behind the Voice Actors Awards 2015 :
  - Meilleure performance vocale féminine dans une série télévisée éducative ou pour enfants pour Princesse Sofia
  - Meilleure performance vocale féminine pour un personnage principal dans un long métrage pour M. Peabody et Sherman : Les Voyages dans le temps
- Screen Actors Guild Awards 2016 : meilleure distribution pour une série télévisée comique pour Modern Family - nomination partagée
- Screen Actors Guild Awards 2017 : meilleure distribution pour une série télévisée comique pour Modern Family - nomination partagée